# Paralympiska spelen

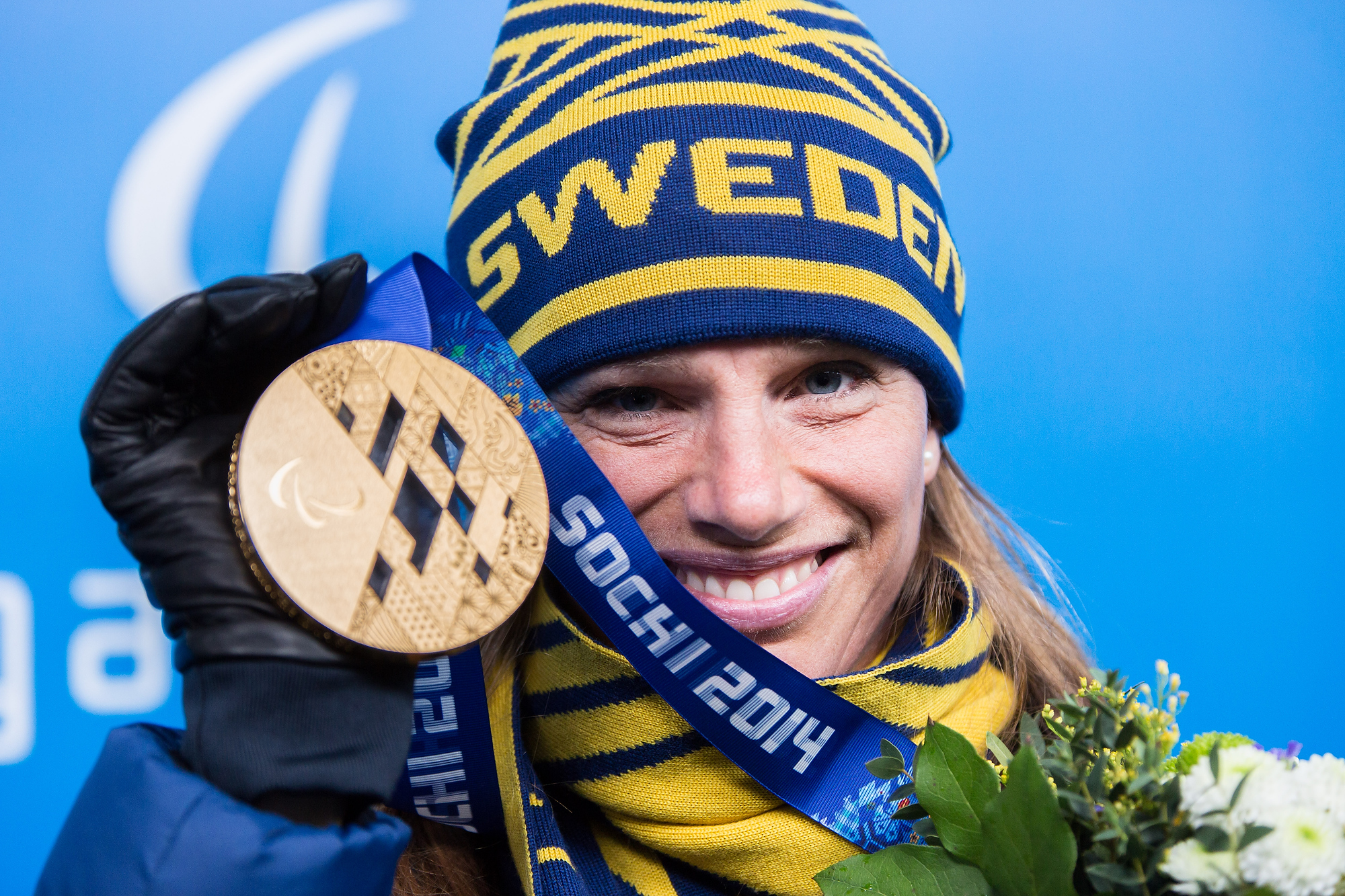
Längdåkaren Helene Ripa vid medaljceremonin efter vinsten på 15 km i paralympiska vinterspelen 2014.

Paralympiska spelen, Paralympics (syftande på de parallella spelen) eller handikapp-OS är parasportens motsvarighet till de olympiska spelen. Paralympics är bara öppet för personer med funktionsnedsättning såsom rörelsenedsättning, synnedsättning eller utvecklingsstörning.  
Grenarna under paralympiska spel är jämförbara med dem under ett OS. Tävlingsgrenarna är ofta anpassade för de tävlandes specifika handikapp, vilket sker i fall som parabadminton, rullstolsbasket, rullstolsfäktning, rullstolsrugby, rullstolstennis, sittande volleyboll, kälkhockey och rullstolscurling.
De första sommarspelen anordnades 1960 i Rom och de första vinterspelen 1976 i Örnsköldsvik. De arrangeras samma år som OS, numera på samma ort (oftast några veckor senare).
Den paralympiska idrotten organiseras centralt av Internationella paralympiska kommittén, som grundades 1989 och har sitt säte i Tyskland.
Sverige har varit deltagande nation vid alla upplagor av Paralympiska spelen, och man är ofta framgångsrik. 17 guldmedaljer togs av skytten Jonas Jacobsson åren 1980–2012.

## Grenar
Idag (2021) finns det totalt 28 licensierade paralympicsgrenar, men i de första paralympiska spelen var det bara åtta grenar. I många av grenarna delas deltagarna in i klasser, inte bara efter kön, utan också efter vilken typ av funktionsnedsättning idrottarna har, samt i vissa fall hur svåra funktionsnedsättningarna är.
Det finns sex olika klasser:  amputation, cerebral pares, synskada, ryggmärgsskada, intellektuell funktionsnedsättning och "övriga" (inklusive kortvuxenhet). Inom varje klass finns ytterligare indelningar, beroende på grad av funktionsnedsättning. Individuella idrottare kan  byta klass ifall deras fysiska status ändras (att jämföra med vissa idrotters viktklasser).

## Historia
De paralympiska spelen härstammar från Stoke Mandeville Games, som är en årlig tävling för rullstolsburna. Den startade i Storbritannien år 1948 och var bara avsedd för ryggmärgsskadade krigsveteraner. Initiativtagaren var den tyske neurologen Ludwig Guttmann, som under andra världskriget flytt till Storbritannien. Vid de första tävlingarna deltog endast brittiska idrottare, men vid nästa tävlingar fyra år senare deltog även idrottare från Nederländerna.
Den nionde upplagan av Stoke Mandeville games, som ägde rum i Rom år 1960, hade för första gången civila deltagare och har i efterhand klassats som de paralympiska sommarspelen 1960. Först år 1976 öppnades tävlingarna för andra typer av handikapp, som blinda, amputerade och CP-skadade, och samma år arrangerades även ett separat vinterarrangemang. Åren 1996–2000 arrangerades tävlingar för personer med intellektuell funktionsnedsättning.
Från och med sommar-paralympics 1988 respektive vinter-paralympics 1992 arrangeras tävlingarna på samma orter som OS, i regel några veckor senare. Sedan 2001 är detta infört som regel inför alla kandidaturer till att arrangera OS/Paralympics. 
Tävlingarnas omfattning och antalet idrotter/grenar har ökat väsentligt sedan starten. 1960 deltog 400 idrottare, från 23 länder, i åtta idrotter. Vid tävlingarna 2012 medverkade över 4200 idrottare, från 164 länder och i 20 olika idrotter.
Vid paralympiska sommarspelen 2020 (uppskjutna till 2021) arrangerades tävlingar i parabadminton, boccia, bordtennis, bågskytte, cykel (landsväg och bana), fotboll, friidrott, goalboll, judo, kanot, ridsport (dressyr), rodd, rullstolsbasket, rullstolsfäktning, rullstolsrugby, rullstolstennis, segling, simning, sittande volleyboll, sportskytte, styrkelyft (bänkpress), taekwondo och triathlon. Vintersporterna vid vinter-OS 2018 var kälkhockey, rullstolscurling, skidor (alpint och längd), skidskytte och snowboard.

## Arrangemang
Till skillnad från i de olympiska spelen förekommer reklam och sponsring inne på arenorna.

## Grenar

### Sommarspelen
- Boccia
- Bågskytte
- Bänkpress
- Cykling
- Fotboll 5 A Side
- Friidrott
- Goalball
- Judo
- Kanot[6]
- Parabadminton[7]
- Parabordtennis
- Parataekwondo[8]
- Ridning
- Rodd
- Rullstolsbasket
- Rullstolsfäktning[9]
- Rullstolsrugby
- Rullstolstennis
- Simning
- Sittande volleyboll
- Sportskytte
- Triathlon[10]

### Vinterspelen
- Rullstolscurling
- Kälkhockey
- Alpin skidåkning
- Längdskidåkning
- Skidskytte[11][12]
- Snowboard[13]

## Tidigare grenar

### Sommarspelen
- Dart (1960–1980)
- Snooker (1960–1976, 1984–1988)
- Tyngdlyftning (1964–1992)
- Bowls (1968–1988, 1996)
- Brottning (1980–1984)
- Sjumannafotboll, 7 A Side (1984–2016)
- Parasegling (2000–2016)
- Rullstolsslalom (1964–1988)

### Vinterspelen
- Iskälke (1980–1988, 1994–1998)